# Tungufljót (Hvítá)
Tungufljót – rzeka w południowo-zachodniej Islandii, prawy dopływ  rzeki Hvítá. Wypływa z południowej części jeziora Sandvatn. W górnym biegu znajduje się wodospad Nátthagafoss. Rzeka płynie w kierunku południowo-zachodnim, równolegle do Hvítá. Uchodzi do niej w okolicach Reykholt. Około 10 km przed ujściem znajduje się wodospad Faxi (nazywany również Vatnsleysufoss).